# 7 de maig
El 7 de maig és el cent vint-i-setè dia de l'any del calendari gregorià i el cent vint-i-vuitè en els anys de traspàs. Queden 238 dies per finalitzar l'any.

## Esdeveniments
Països Catalans
- 1714, Manresa (el Bages): el coronel Antoni Desvalls i de Vergós comanda la batalla de Manresa en la que els austriacistes derroten als borbònics a la Guerra dels catalans.
- 2009, Lleida, Segrià: La Universitat de Lleida investeix doctor honoris causa Joan Solà i Cortassa.

Resta del món
- 558, Constantinoble: l'edifici de Santa Sofia s'esbuca. Justinià I immediatament ordena la reconstrucció del temple.
- 1520, Neubrandenburg: els ducs de Mecklenburg, els germans Albert VII i Enric V conclouen el Contracte de Neubrandenburg, per a dividir de facto les seves competències territorials
- 1824: Ludwig Van Beethoven, completament sord, dirigeix l'estrena de la seva Novena Simfonia a Viena.
- 1875 - Sant Petersburg (Imperi Rus): Signatura del Tractat de Sant Petersburg (樺太・千島交換条約, Karafuto-Chishima Kōkan Jōyaku) (rus:Петербургский договор), entre l'Imperi del Japó i l'Imperi de Rússia.[1]
- 1918, Bucarest, Regne de Romania: se signa el Tractat de Bucarest entre Romania i l'imperi Alemany.[2]
- 1937, Espanya: La Legió Còndor del Tercer Reich, equipada amb biplans Heinkel He 51, arriba per donar suport a les forces del bàndol Nacional en la Guerra Civil espanyola.
- 1940 - Segona Guerra Mundial: Comença el debat sobre Noruega a la Cambra dels Comuns britànica i, tres dies després, el primer ministre Neville Chamberlain és substituït per Winston Churchill.
- 1942 - Segona Guerra Mundial: durant la batalla del mar del Corall, els avions de l'Armada dels Estats Units ataquen i enfonsen el portaavions lleuger de l'Armada Imperial Japonesa Shōhō; la batalla marca la primera vegada en la història naval que dues flotes enemigues lluiten sense contacte visual entre bucs en guerra.
- 1945, Reims, França: Alemanya signa la rendició incondicional, que entrarà en vigor l'endemà. La Segona Guerra Mundial acaba a Europa.
- 1998: Apple Computer dona a conèixer l'iMac.

## Naixements
Països Catalans
- 1833 - Perpinyà, Rosselló, Catalunya Nord: Édouard Rolland, diputat de Pirineus Orientals a l'Assemblea Nacional francesa (m. 1919).
- 1886 - Sorbas, Almeria: Carmen García de Castro, mestra de la II República, directora de l'Escola Normal de València, depurada (m.1969).[3]
- 1919 - Barcelona: Maur Maria Boix i Selva, Monjo de Montserrat, director de la revista Serra d'Or i responsable de les Publicacions de l'Abadia de Montserrat. (m. 2000).[4]
- 1926 - Sabadell, Vallès Occidental: Miquel Civil i Desveus, assiriòleg català (m. 2019).[5]
- 1938:
  - Barcelona: Pepita Ferrer i Lucas, jugadora i monitora d'escacs, la primera Mestre Internacional Femení de l'estat (m. 1993).[6]
  - L'Alfàs del Pi, La Marina Baixa: Jaume Pérez Montaner, poeta i assagista valencià.[7]
- 1944 - Barcelona: Francesc Granell i Trias, economista i advocat català (m. 2022).
- 1948 - Verges, Baix Empordà: Lluís Llach i Grande, cantautor català.[8]
- 1951 - Carlet, Ribera Alta: Bernat Sòria Escoms, metge i científic valencià, ministre de Sanitat d'Espanya entre 2007 i 2009.[9]
- 1957 - Barcelona: Laura Simó, cantant relacionada amb el món del jazz.
- 1959 - Castellar del Vallès: Gisela Pou, guionista de televisió i escriptora catalana de literatura infantil i juvenil i novel·la per a públic adult.[10]

Resta del món
- 1711, Edimburg, Escòcia: David Hume, filòsof escocès considerat el més important dels empiristes britànics (m. 1776).[11]
- 1748, Montalban, Occitània, França: Marie Gouzon, coneguda com a Olympe de Gouges, escriptora, defensora dels drets de les dones (m. 1793).[12]
- 1833, Hamburg, Alemanya: Johannes Brahms, compositor alemany (m. 1897).[13]
- 1837, Kernen im Remstal: Karl Mauch, geòleg i explorador alemany que va explorar el sud del continent africà (m. 1875).[14]
- 1840, Vótkinsk, Imperi Rus: Piotr Ilitx Txaikovski, compositor de música romàntica rus (m. 1893).[15]
- 1861, Calcuta, Raj britànic: Rabindranath Tagore, escriptor, músic, pintor i filòsof indi, Premi Nobel de Literatura el 1913 (m. 1941).[16][17]
- 1867, Kobiele-Wielkie, Polònia: Wladyslaw Reymont, novel·lista polonès, Premi Nobel de Literatura de 1924 (m. 1925).[18]
- 1876, Sant Petersburg: Sandra Droucker, pianista russa (m. 1944).
- 1882, Anvers, Flandes, Bèlgica: Willem Elsschot, escriptor i empresari (m. 1960).[19]
- 1892, Kumrovec, Croàcia: Josip Broz, Tito, polític iugoslau (m. 1980).[1]
- 1896, Bayswater, Anglaterra: Kathleen McKane, tennista anglesa, guanyadora de cinc medalles olímpiques (m. 1992).[20]
- 1919, Junin (Argentina): María Eva Duarte de Perón, més coneguda com a Evita, Primera Dama de l'Argentina i segona esposa del president Juan Domingo Perón (m. 1952).[1]
- 1923, Michigan City, Indiana: Anne Baxter, actriu nord-americana guanyadora del premi Oscar (m. 1985).[21]
- 1924, Londres: Marjorie Boulton, escriptora i poetessa britànica en anglès i en esperanto (m. 2017).[22]
- 1927, 
  - Estocolm (Suècia): Elisabeth Söderström, soprano i directora d'òpera sueca (m. 2009).[23]
  - Colònia: Ruth Prawer Jhabvala, novel·lista i guionista britànica d'origen alemany, guanyadora dels premis Bafta i Oscar (m. 2013).[24]
- 1937, Pulacayo, Bolívia: Domitila Chúngara, líder obrera i feminista boliviana (m. 2012).[25]
- 1939, Mont-real, Canadà: Sidney Altman, físic nord-americà d'origen canadenc, Premi Nobel de Química de l'any 1989.[26]
- 1940, Eastbourne: Angela Carter, novel·lista i periodista anglesa (m. 1992).[27]
- 1946, Sant Sebastià: Ana Miranda de Lage, política basca; ha estat diputada al Parlament Basc, senadora i diputada europea.
- 1956, Chatam, Anglaterra: Anne Dudley, compositora de música pop i per al cinema, guanyadora d'un Oscar per The Full Monty.[28]
- 1960, Madrid: Almudena Grandes, escriptora espanyola.[29]
- 1966, Ashdod, Israel: Dafna Dekel, cantant israeliana.[30]
- 1968, Steubenville, Ohio, EUA: Traci Lords, actriu pornogràfica estatunidenca.
- 1971, Clichy, França: Thomas Piketty, economista francès, autor del Capital del segle xxi.[31]
- 1981, Vitòria, Àlaba: Lorena Guréndez García, gimnasta rítmica basca, guanyadora d'una medalla olímpica.
- 1983, Sofia, Bulgària: Dimitr Rànguelov, futbolista búlgar.

## Necrològiques
Països Catalans
- 1315 - Catània, Sicília: Isabel de Sabran, infanta de Mallorca; casada amb l'infant Ferran, va ser mare de Jaume III de Mallorca (n. 1297).[32]
- 1929 - Barcelona: Lluís Graner i Arrufí, fou un pintor realista català (n. 1863).[33]
- 1967 - Barcelona: Pietat Fornesa i Alviñà, pintora catalana (n. 1915).[34]
- 2000 - Barcelona: Avel·lí Artís-Gener «Tísner», escriptor, escenògraf, pintor i dibuixant català (n. 1912).[35]
- 2002 - Girona: Xavier Montsalvatge i Bassols, compositor i crític musical català (n. 1912).[36]
- 2008 - Barcelona: Mercè Sala i Schnorkowski, economista i política catalana, militant del PSC-PSOE (n. 1943).[37]
- 2010 - Ontinyent: Empar Granell, mestra valenciana, activista de l'ensenyament laic i en valencià/català (n. 1945).[38]
- 2024 - Joan Rigol i Roig, polític català, president del Parlament de Catalunya (n. 1943).[39]

Resta del món
- 1581, Innsbruck, Arxiducat d'Àustria: Alexander Utendal, compositor flamenc.
- 1588, Florència: Plautilla Nelli, pintora renaixentista (n. 1524).[40]
- 1662, Bolonya: Lucrezia Orsina Vizzana, important compositora del Renaixement, cantant i organista (n. 1590).[41]
- 1718, París: Maria de Mòdena, reina d'Anglaterra, Escòcia i Irlanda (n. 1658).[42]
- 1825, Viena, Àustria: Antonio Salieri, compositor i director d'orquestra italià (n. 1750).[43]
- 1932, París, França: Paul Doumer, matemàtic, advocat, 14è president de la República Francesa, 13è de la III República (n. 1857).[44]
- 1958, presó de Burgos, Espanya: Joan Comorera i Soler, polític català, primer secretari general del PSUC (n. 1894).[45]
- 1951, Beverly Hills, Califòrnia, Estats Units: Warner Baxter, actor estatunidenc.
- 1995, 
  - Buenos Aires: María Luisa Bemberg, directora de cinema i guionista argentina (n. 1922).[46]
  - Madrid: María Josefa Canellada, romanista, dialectòloga, folklorista i narradora espanyola (n. 1912).
- 2009, Bohars: Anna-Vari Arzur, activista cultural bretona (n. 1921).[47]
- 2011, Pedreña, Cantàbria: Severiano Ballesteros, golfista espanyol.

## Festes i commemoracions
- Santoral:
  - Santa Domicil·la de Roma, verge i màrtir;
  - Domicià d'Huy, bisbe;
  - Sixt i Hou de Celrà, llegendaris màrtirs de Celrà; beates Gisela d'Hongria, reina i abadessa;
  - beat Albert de Bèrgam, llaurador;
  - beata Marie-Louise Trichet, fundadora de les Filles de la Saviesa;
  - beata Rosa Venerini, fundadora de les Mestres Pies Venerini.